# Achaguas (cidade)
Achaguas é uma pequena vila em Apure na Venezuela, município de Achaguas. Está localizada a 80 quilômetros (50 mi) a oeste de San Fernando de Apure, a capital do estado.
Achaguas foi fundada em 1774 por Fray Alonso de Castro, e seu nome foi tirado da tribo nativa "Os Achaguas". Antigamente, chamava-se "Santa Bárbara da Ilha dos Achaguas". Desde 1835, a milagrosa figura de madeira esculpida de "El Nazareno de Achaguas é venerada em sua igreja". Desde 1835, a milagrosa figura de madeira esculpida de "El Nazareno de Achaguas é venerada em sua igreja". Esta figura foi uma doação que o General José Antonio Páez deu à cidade em consonância com a vitória obtida na batalha contra os espanhóis pela independência da Venezuela que deveriam ter lugar em Carabobo (1821).